# Cuspidaria media
Cuspidaria media är en musselart som beskrevs av Addison Emery Verrill och Katharine Jeanette Bush 1898. Cuspidaria media ingår i släktet Cuspidaria och familjen Cuspidariidae. Inga underarter finns listade i Catalogue of Life.